# Schwanstetten
Schwanstetten est une commune de Bavière (Allemagne), située dans l'arrondissement de Roth, dans le district de Moyenne-Franconie.
Elle est jumelée avec la commune française La Haye-du-Puits, située dans le département de la Manche en région Normandie.